# Villa Fantastica

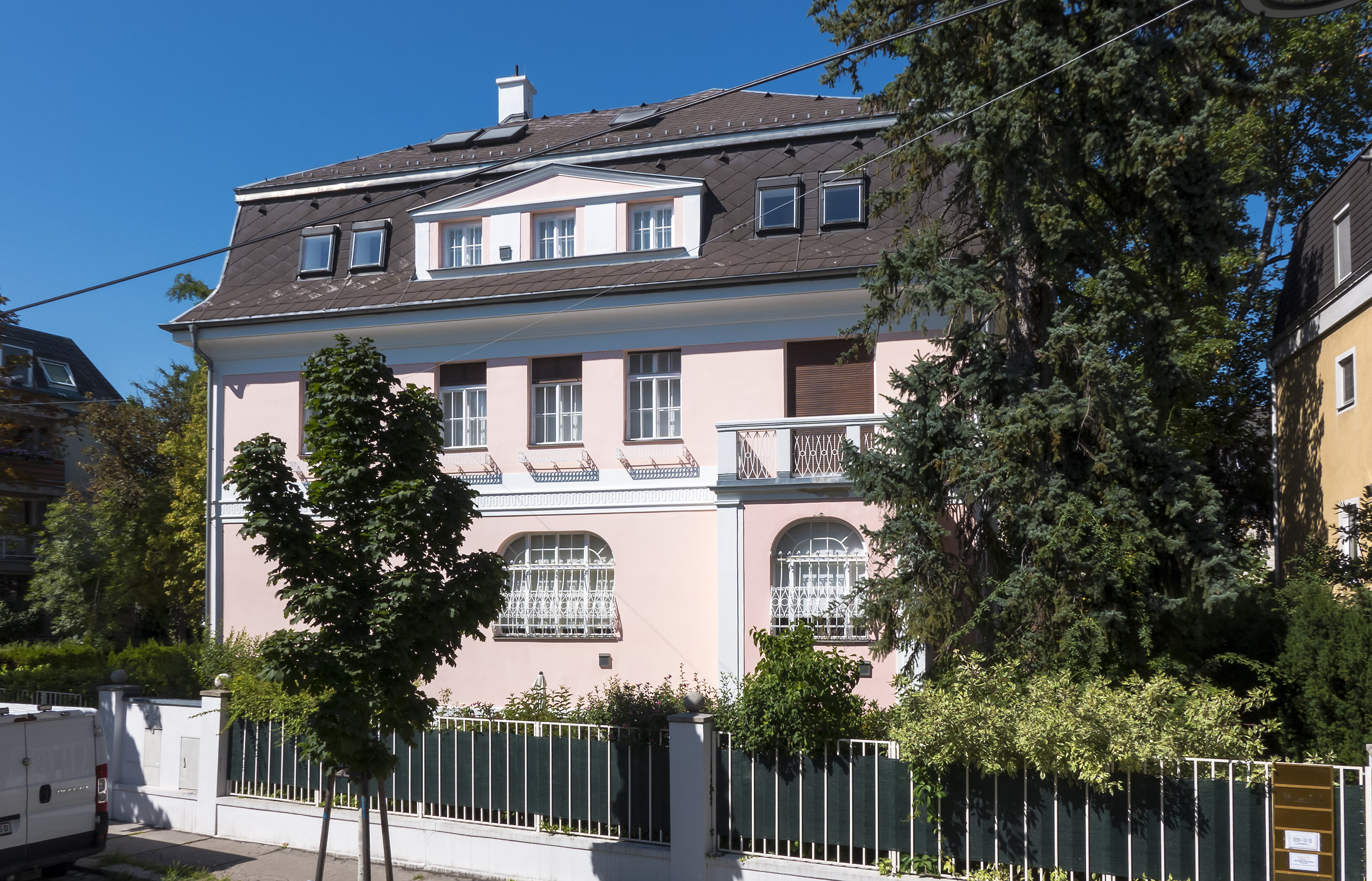
Villa Fantastica

Die Villa Fantastica ist eine öffentlich zugängliche Privatbibliothek im 13. Wiener Gemeindebezirk Hietzing. Sie wurde im Jahre 2010 von Helmuth W. Mommers, der sie seit 4. Oktober 2011 leitet, gegründet.

## Schwerpunkt
Die Bibliothek sammelt gemäß den Statuten der Trägerstiftung sämtliche in deutscher Sprache erschienenen Werke der Science-Fiction-Literatur in allen Ausgaben, von der gebundenen Luxusedition bis zum Romanheft.
Darüber hinaus werden in großem Umfang auch Werke der Fantasy, der klassischen Phantastik und der Horrorliteratur, sofern diese übernatürliche Elemente enthalten, in die Bestände eingegliedert. Ergänzend dazu werden die Originalausgaben in englischer Sprache und in kleinerem Rahmen auch anderssprachige Literatur gesammelt.
Der Sammelauftrag umfasst auch Sekundärliteratur und Magazine. Auch Filme auf DVD und Blu-ray sowie Hörbücher finden sich in den Beständen. Für die Bibliothek spielt es keine Rolle, ob das Werk von einem Self-publisher oder aus einem Verlag stammt.
Dabei stützt sich die Bibliothek ausschließlich auf Spenden von Sammlern, Besuchern, Verlagen und Autoren. Es werden keine Bücher und Medien angekauft.

## Auftrag
Die Villa Fantastica verwaltet die Bestände der von Helmuth W. Mommers gegründeten Science Fiction Förderstiftung, einer gemeinnützigen in Wien eingetragenen Bundesstiftung. Im Sinne der Stiftung dient die Bibliothek zur Interessensförderung an phantastischer Literatur. Aus diesem Grund sind Mitgliedschaft und Verleih für die Besucher kostenlos.
Die Bibliothek ist in ihrem derzeitigen Stadium, Stand Sommer 2021, weitgehend ausgebaut. Zu ihren Aktivitäten im Sinne des Auftrags gehören: Autorenlesungen, Vorträge, Veranstaltungen, Unterstützung von Schulbibliotheken.

## Standort und Status
Die Bibliothek befindet sich in einer Villa im Cottageviertel von Hietzing in Wien. Im Endausbau werden alle vier Etagen des Gebäudes den Zwecken der Bibliothek dienen. 
Der Gesamtbestand der in einer Online-Datenbank erfassten Werke beträgt mit Stand Mai 2021 rund 59.000 Bücher und Romanhefte sowie 2.900 Filme und 240 Hörbücher.
Helmuth W. Mommers erhielt 2012 den Kurd-Laßwitz-Preis in der Kategorie Sonderpreis und 2014 den Deutschen Fantasy-Preis für die Gründung der Villa Fantastica.